# Philipp Haller

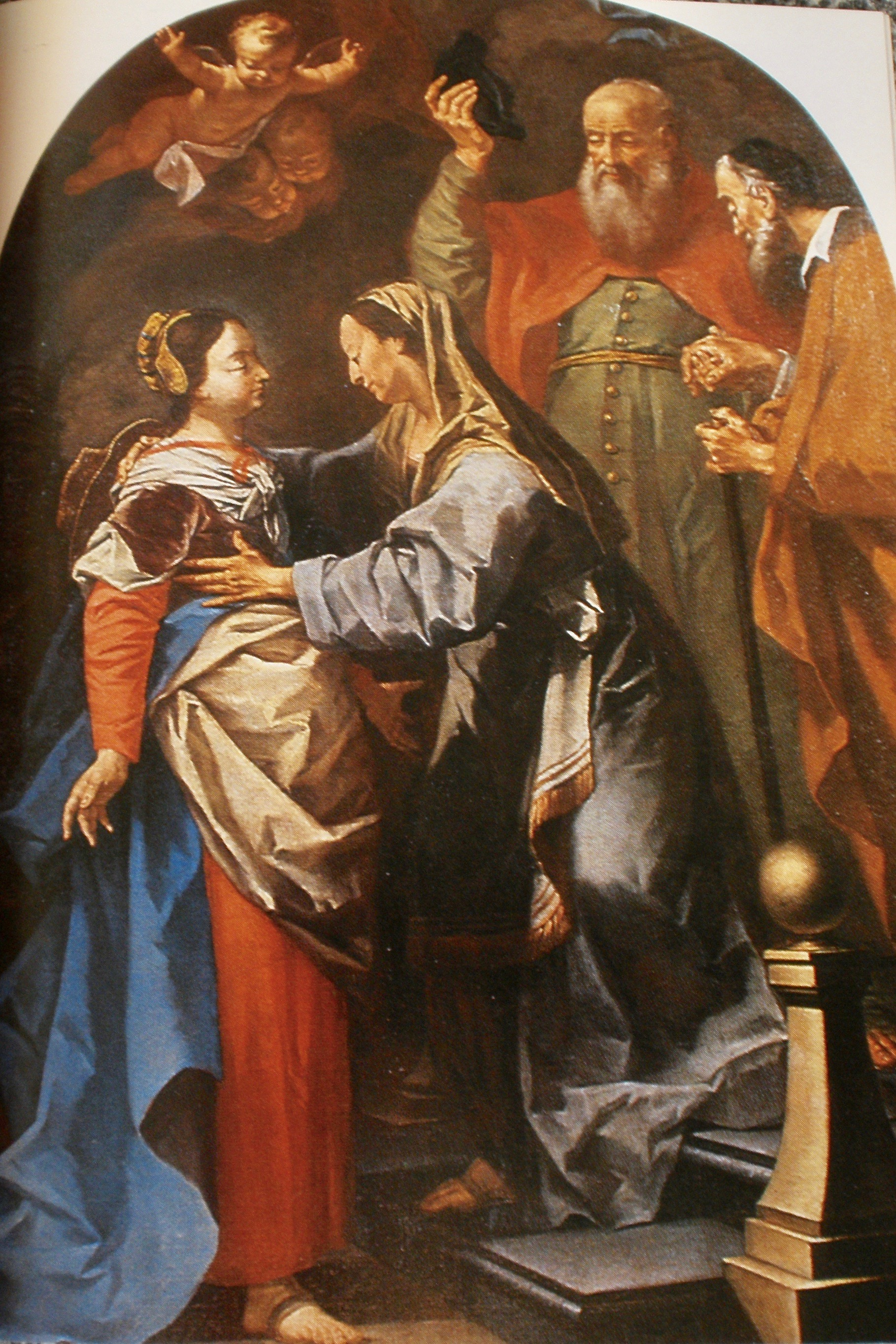
obraz z ołtarza w Kościele kapucynów w Wiedniu

Philipp Haller (ur. w 1698 w Innsbrucku, zm. w 1772 r. tamże) – austriacki malarz.
Giovanni Battista Piazzetta uczył go w Wenecji. Po powrocie z Włoch Haller działał w Innsbrucku. Pozostawił po sobie liczne obrazy ołtarzowe oraz portrety inspirowane twórczością weneckich mistrzów.